# Hyde (Wielki Manchester)
Hyde – miasto w Anglii, w hrabstwie ceremonialnym Wielki Manchester, w dystrykcie metropolitalnym Tameside. Leży 11 km na wschód od centrum miasta Manchester. W 2001 miasto liczyło 31 253 mieszkańców.